# Reglamento Provisorio de Derechos Aduaneros
El 9 de septiembre de 1815, José Gervasio Artigas promulgó desde Purificación el Reglamento Provisorio de Aranceles Aduaneros para las Provincias Confederadas de la Banda Oriental del Paraná.
La regulación del comercio exterior era esencial para la política económica del artiguismo y se buscó alcanzarla mediante aranceles aduaneros con tarifas diferenciales que aspiraban a favorecer la introducción de los productos americanos frente a los extranjeros. Por otra parte, Artigas también impuso un cierre parcial del puerto de Montevideo, sin permitir la salida de ningún buque que tuviera como destino Buenos Aires. Esta medida tenía como objetivo destruir la hegemonía de esa ciudad. 
El Reglamento Provisional de derechos aduaneros, también llamado Reglamento de Comercio, reafirmó los principios liberales del Congreso de 1813, en el que se había establecido que: “[...] Ninguna tasa o derecho se imponga sobre artículos exportados de una provincia a otra”. 
Por este reglamento se eliminó el pago de tasas interprovinciales, fijando un arancel único a liquidar en los lugares de origen o destino. El fundamento de la anterior disposición era lograr:
- La unión aduanera de las Provincias. Paso importante para que la integración política se fuera transformando también en una integración económica.
- La integración de las diversas economías provinciales.
- La igualdad de las provincias
- El reparto equitativo de las rentas aduaneras.
- El fomento de la explotación y la eliminación de productos competitivos.

El reglamento hacía una diferenciación entre las “introducciones” (importación provenientes del extranjero) que pagaban en general un 25% con otros productos que pagaban menos, caso papel y tabaco negro 15%, mientras que las ropas hechas y calzado pagaban el 40%.
Los productos de América pagaban 4% de derechos de aduana. Incluían, entre otros: yerba y tabaco de Paraguay, ponchos, jergas y aperos de caballo.
El reglamento mencionaba la existencia de “productos libres” de pagar derechos como por ejemplo las máquinas, los libros e imprentas, la pólvora, medicinas, entre otros.
En materia de “extracciones” (exportaciones), todas eran gravadas con un impuesto del 4%, con excepciones tales como los cueros, que pagaban un real por cada uno, un 4% de alcabala y 2% de subvención. También se hacía referencia en forma especial a las exportaciones “libres de derechos”, que eran las harinas de maíz y galletas de producción provincial.